# Church of the Province of Melanesia
Die Church of the Province of Melanesia ist eine Mitgliedskirche der Anglikanischen Gemeinschaft. Sie wurde 1975 unabhängig und erstreckt sich über Vanuatu, Neukaledonien und die Salomonen.
Heute gehören ihr etwa 250.000 Mitglieder an. Sie wurde 1975 eine eigene Kirche. Bis dahin gehörte sie zur Kirche von Neuseeland. Sie besitzt heute neun Diözesen mit einem Erzbischof in Honiara. Auch gehören zwei Ordensgemeinschaften für Männer – die Melanesian Brotherhood und die Society of Saint Francis – und zwei Schwesternorden – die Sisters of the Church und die Sisters of Melanesia – an.
Die Church of the Province of Melanesia kennt keine Frauenordination. Sie ist Mitglied des Ökumenischen Rates der Kirchen (ÖRK) und der Pazifischen Kirchenkonferenz.
Die Provinz umfasst 9 Diözesen in drei Ländern:
| Diözese                 | Staat               | Bischof          |
| ----------------------- | ------------------- | ---------------- |
| Banks & Torres          | Vanuatu, Sola       | Patteson Worek   |
| Central Melanesia       | Salomonen           | Leonard Dawea    |
| Central Solomons        | Salomonen, Tulagi   | Ben Seka         |
| Guadalcanal             | Salomonen, Honiara  | Nathan Tome      |
| Hanuato'o               | Salomonen, Kirakira | Alfred Karibongi |
| Malaita                 | Salomonen, Auki     | Samuel Sahu      |
| Temotu                  | Salomonen, Lata     | Willie Tungale   |
| Vanuatu & New Caledonia | Vanuatu, Luganville | James Tama       |
| Ysabel                  | Salomonen, Buala    | Ellison Quity    |

## Primates
- John Wallace Chisholm (1967–1975)

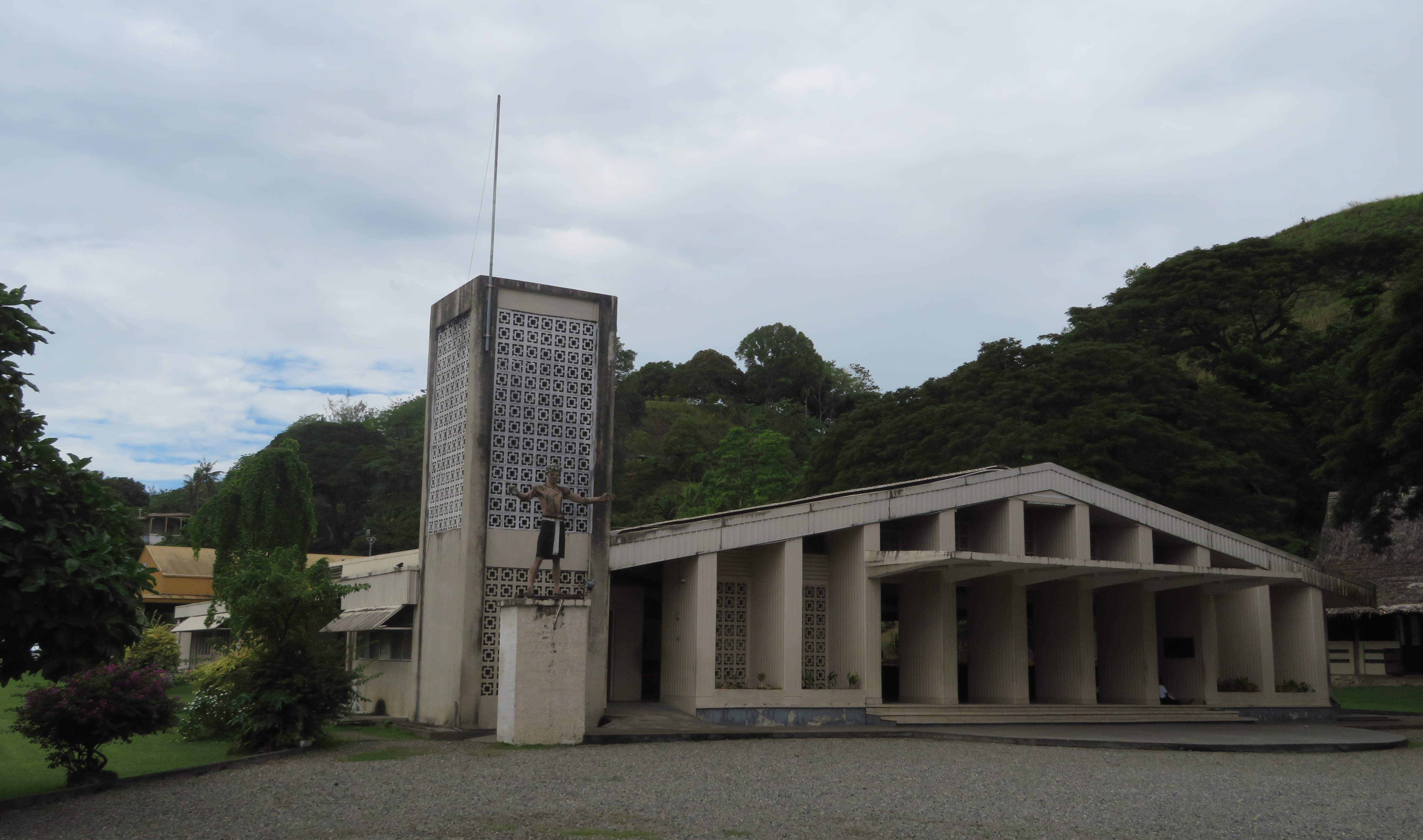
St. Barnabas Anglican Cathedral, Honiara, Solomon Islands

- Norman Kitchener Palmer MBE (1975–1987)
- Amos Stanley Waiaru OBE (1988–1993)
- Sir Ellison Leslie Pogo KBE (1994–2008)
- David Vunagi  (2009–2016)
- George Takeli (2016–2019)
- Leonard Dawea (seit 2019)